# 李獻可 (萬曆進士)
李獻可（1541年—1601年），字堯俞，號允斋，改號松汀，福建泉州府同安縣人，民籍，明朝政治人物。

## 生平
隆庆元年（1567年）丁卯科福建鄉試第二十五名。萬曆十一年（1583年）癸未科會試第三十六名，登進士第三甲第十五名進士。吏部觀政，本年除武昌府推官，十五年行取，十六年选任户科给事中，十八年冬改吏科右給事中，十九年升刑科左，本年主试山西，二十年升礼科都给事中。
萬曆二十年（1592年）正月，李獻可偕六科諸臣上疏請求為元子朱常洛舉行“豫教之典”，神宗大怒，指摘其誤書弘治年號，違旨侮君，貶一秩調外，其餘人等奪俸半年。大學士王家屏將御批封還，神宗愈加不滿。吏科都給事中鍾羽正、吏科給事中舒弘緒均上疏支持李獻可。神宗將弘緒調職南京，羽正及獻可以調任邊遠地區雜職。大學士趙誌臯論救，被斥責；吏科右給事中陳尚象又爭，貶斥為民。戶科左給事中孟養浩，御史鄒德泳，戶兵刑工四科都給事中丁懋遜、張棟、吳之佳、楊其休，禮科左給事中葉初春，各自上疏救。神宗怒不可遏，命將孟養浩廷杖一百，除名。鄒德泳、丁懋遜、張棟、吳之佳等六人貶一秩，外放為官。李獻可、鍾羽正、李弘緒除名。家居十年，萬曆二十九年卒，享年六十一。

## 家族
曾祖李瑄，號菊逸；祖父李回，號侃庵；父李霖慰，號東濂。前母楊氏；母林氏；繼母林氏。慈侍下。庶子四人：秉正、秉直、秉忠、秉厚。

## 延伸阅读
[在维基数据编辑]
 《明史卷二百三十三》，出自《明史》